# Alatococcus siqueirae
Alatococcus siqueirae är en kinesträdsväxtart som beskrevs av Acev.-rodr.. Alatococcus siqueirae ingår i släktet Alatococcus och familjen kinesträdsväxter. Inga underarter finns listade i Catalogue of Life.